# الانتصار في الرد على المعتزلة القدرية الأشرار
الانتصار في الرد على المعتزلة القدرية الأشرار كتاب من كتب العقيدة للمؤلف يحيى بن الخير العمراني. أصل هذا الكتاب رسالة دكتوراة من الجامعة الإسلامية بإشراف الدكتور عبد المحسن العباد.
ورد اسم الكتاب في المخطوط هكذا: (الانتصار في الرد على المعتزلة القدرية الأشرار) وقد كتب فوق كلمة المعتزلة (صح) مما يدل على إضافتها في حال مقابلة أو نحوها. وذكره الجعدي باسم: (الانتصار في الرد على القدرية الأشرار). وذكره السبكي باسم: (الانتصار في الرد على القدرية)
ذكر العمراني في مقدمة كتابه: أنه ألّفه ردا على القاضي جعفر بن أحمد بن عبد السلام الزيدي الذي كان قاضيا لصنعاء، وأظهر فيها الاعتزال فكتب العمراني رسالة فيها معتقد أهل الحديث نصيحة للمسلمين وتحذيرا من الوقوع في الضلال فرد عليه المعتزلي في كتاب سماه (الدامغ للباطل من مذهب الحنابل) فرد عليه العمراني بهذا الكتاب المطول وأضاف إليه الرد على أصناف المبتدعة المخالفين لعقيدة أهل الحديث.
يدخل كتاب الانتصار في الرد على المعتزلة القدرية الأشرار ليحيى بن أبي الخير العمراني في بؤرة اهتمام الباحثين والمتخصصين المهتمين بعلوم العقائد؛ إذ يندرج كتاب الانتصار في الرد على المعتزلة القدرية الأشرار ليحيى بن أبي الخير العمراني ضمن مؤلفات فروع علوم العقيدة والتخصصات وثيقة الصلة من حديث وعلوم فقهية وسيرة وغيرها من التخصصات الشرعية.
فقد تضمن رداً وإفحاماً للأشعرية الذين يزعمون أنهم ينتصرون لعقيدة أهل السنة ويردون على المعتزلة وهم يقولون في الواقع بقول المعتزلة في مسائل عديدة.